# Thomas Chr. Birch Kadziola
Thomas Chr. Birch Kadziola (født 1962) er en dansk billedhugger.
Kadziola arbejder fortrinsvis traditionelt i bl.a. granit, jern og træ. Han har dog også lavet flere konceptuelle værker.
Thomas Kadziola debuterede i 1989 på Kunstnernes Efterårsudstilling. Han er medlem af kunstnersammenslutningen "Stokrosebanden" og fotogruppen Brothers in corduroy. Har nu flere udsmykninger i det offentlige rum f.eks. Borup Skulpturpark, Nykøbing Falster Kommune, Nakskov Kommune, Vordingborg Statsseminariumsamt Dronninglund Kunstcenter.

I år 2010 påbegyndte han sammen med komponisten Gunner Møller Pedersen værket Dodekalitten, der skal opføres på Lolland ved Kragenæs. Det kommer til at bestå af tolv store stenskulpturer, der hver er 7-8 meter høje, og kommer til at tage flere år at færdiggøre.
Han har også udført fire stenstatuer ved Nykøbing Falster Teater i Nykøbing Falster, opstillet i 2006.